# Justin Bowen Tchounou
 (novembre 2021).
Justin Bowen Tchounou est un pianiste  et compositeur camerounais.

## Biographie

### Enfance, éducation et débuts
Justin Bowen Tchounou grandit au quartier Nlongkak à Yaoundé et il fréquente l'école des filles de Messa. Il est le fils d'un fonctionnaire. Il découvre la musique très jeune, s’initiant à l’orgue sous l’influence de son frère François. Autodidacte, il commence à jouer à l’âge de 9 ans sur l’harmonium familial et consacre la majeure partie de son temps à maîtriser le piano. Dès 14 ans, il se produit dans des bars tels que Le Philanthrope, malgré son jeune âge.

### Carrière
Justin Bowen devient professionnel très tôt, marquant la scène musicale locale avant de rejoindre le groupe Makoumba-Makoumba, qui se produit en Grèce grâce à un contrat obtenu par un commerçant grec. Cette expérience marque un tournant dans sa carrière internationale. Après son séjour en Grèce, il s’installe en France et cofonde le groupe Ideku Dynasty, avec lequel il sort un album.  Tout au long de sa carrière, il collabore avec plusieurs artistes.  À Paris, il collabore avec de nombreux artistes camerounais et devient le pianiste attitré de Safari Ambiance, une écurie réunissant des figures majeures du Makossa, comme Toto Guillaume, Aladji Touré et Valéry Lobé. Il travaille également en studio avec des artistes renommés tels que Ndedi Eyango, Charlotte Mbango, Ekambi Brillant et Marthe Zambo.
Dans les années 80, il rejoint le Soul Makossa Gang de Manu Dibango et devient son pianiste officiel. Il le suit jusqu'à sa mort en 2020.
Contributions
Justin Bowen est reconnu pour avoir joué les claviers sur des morceaux emblématiques, notamment Mario de Franco Luambo. Il a également collaboré avec Manu Dibango pendant six ans en tant que chef d’orchestre. Il a contribué à de nombreux albums à succès et à des bandes originales de films, notamment Paris à tout prix de Joséphine Ndagnou. Dans les années 1990, il joue un rôle clé dans la création du célèbre titre Bend Skin d’André-Marie Tala, inspiré d’un rythme traditionnel camerounais. Il est également un dénicheur de talents, ayant produit des artistes comme Sissy Dipoko et Eddy Edouthé.
En 1991, il arrange l'album Munam de Sissy Dipoko. L'album Munam et sa chanson Munam  deviendront un grand succès dans tout l'Afrique.
Grand pianiste de jazz, son dernier album L'âme de l'Afrique sorti en 2021 rend hommage à ses racines camerounaises et au son jazzy.